# Springs (Sud-àfrica)
Springs és una ciutat de la província de Gauteng, Sud-àfrica, i és part de l'East Rand, ara conegut com la regió Ekurhuleni. Es troba a uns 50 km a l'est de Johannesburg i 72 km al sud-est des de Pretòria. El nom de la ciutat prové de les nombroses deus (springs) existents a l'àrea; la població supera els 200.000 habitants.

## Personatges il·lustres
- Nadine Gordimer (1923 - 2014) escriptora. Premi Nobel de Literatura de l'any 1991.